# مونسهایم
مونسهایم (به آلمانی: Monsheim) یک شهر در آلمان است که در آلزی-ورمز واقع شده‌است. مونسهایم ۲٬۴۹۰ نفر جمعیت دارد.